# Agave cocui
Agave cocui es una planta monocotiledónea, suculenta, de la familia de las asparagáceas, del orden de las Liliales. 

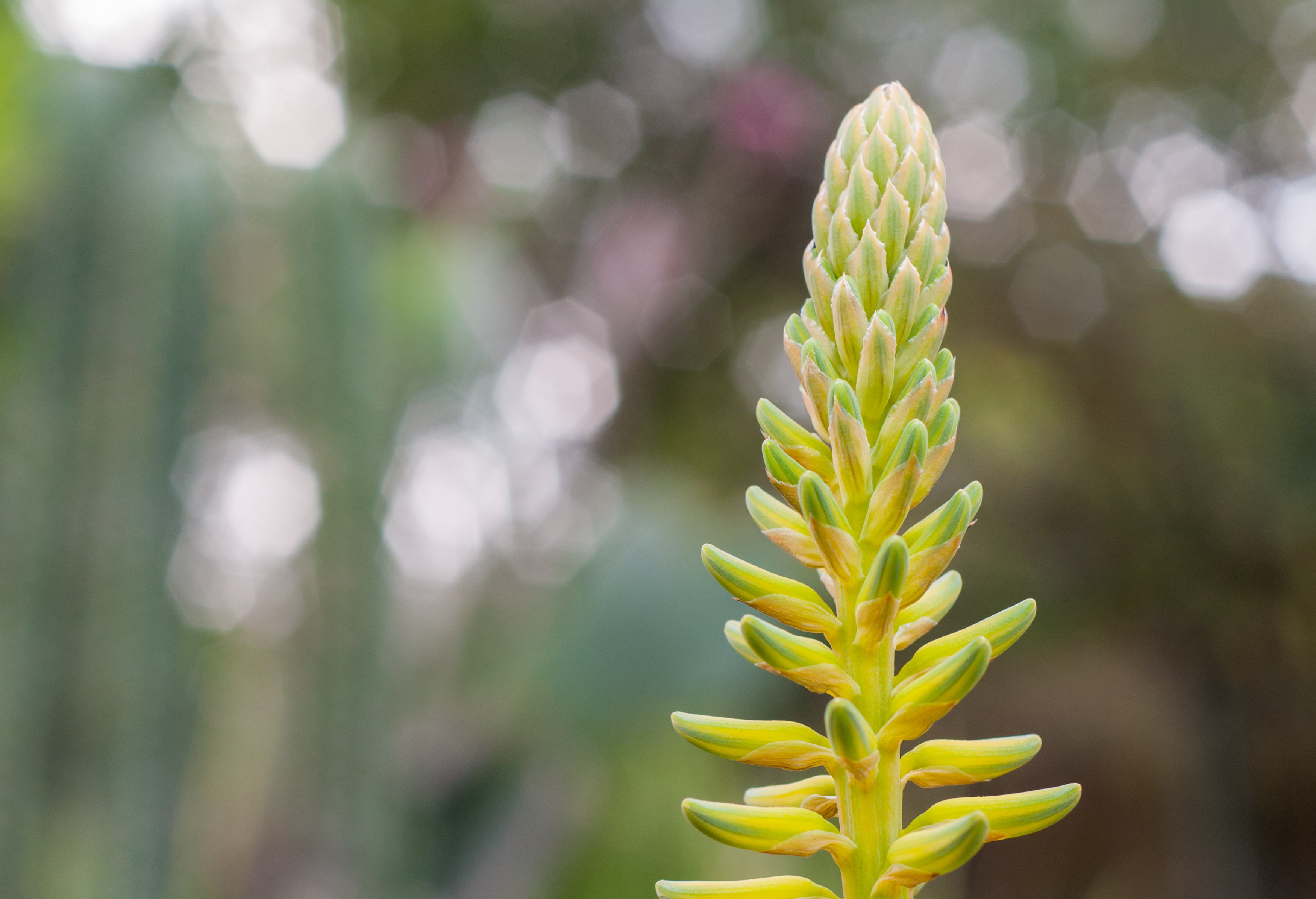
Inflorescencia

## Descripción
El Agave Cocui se trata de un biotipo arrosetado, acaule o casi acaule con hojas de color verde claro hasta grisáceo, de cormo subterráneo y fronda aérea, constituida por un número promedio de 20 a 30 hojas carnosas, lanceoladas o elíptico - lanceoladas de 6 a 9 dm, y unos 20 a 25 cm de anchura, con ápic
ado en una espina cónica terminal y aguijones laterales. Inflorescencia en un vástago único, central de 2 a 4 m, el cual porta en la parte superior, gran número de racimos corimboides, que en conjunto muestran centenares de flores amarillas de 3 a 5 cm. Fruto capsular con numerosas semillas discales, ásperas, negras. La planta tiene una altura media (sin vástago) de 8 a 10 dm, un diámetro alrededor de 1 m y un peso estimado de 30 a 60 kg cuando adulta. Su sistema radical está constituido por un eje central grueso y un manojo de 15 a 20 raíces secundarias relativamente gruesas y extensas que permiten a la planta anclarse sobre variadas clases de substrato, sea este rocoso, esquistoso, arenoso o polvo suelo y captar humedad caída a su alrededor, usualmente se le observa aislada de otros agaves pero junta a otras especies.

## Usos
El Agave cocui es una planta conocida desde épocas prehispánicas, los pueblos originarios usaban sus jugos para rituales artesanales o domésticos. En las tierras áridas y semiáridas de los estados Lara y Falcón (Venezuela) la colonización europea asimiló los usos del cocui usando sus fibras para la confección de los hilos.
Por su parte, las pencas o piñas se utilizan tras un proceso de cocción en la que se obtiene un mosto azucarado que es fermentado y luego destilado para la producción de un aguardiente o Licor de cocuy. Puede comerse después de cocida, sus pencas y "la pelona" que es la parte central del agave horneado, tiene un jugo muy dulce y empalagoso. La planta no ha dejado de utilizarse en mayor o menor grado desde entonces. 
El Agave cocui tiene importancia folclórica y gran potencial comercial.

## Distribución
Es nativa de  Venezuela,se encuentra repartida en partes de Colombia e Islas de Sotavento.

## Denominación de Origen Cocuy Pecayero
Tras un esfuerzo conjunto de los artesanos y la Universidad Francisco de Miranda, en el año 2001 se logra la publicación de la norma Covenin 3662-cocuy Pecayero que otorga a la población de Pecaya en el estado Falcón la primera Denominación de Origen para una bebida en Venezuela que en la actualidad incluye a 8 artesanos que bajo los nombres Lucerito, Mi Empeño, Ángel Divino, Indio Sunure, Los Datires, Casa Vieja, Caja de Agua y Santa Lucía producen la primera avanzada de la denominación que contempla estándares como el uso de azúcares de la planta Agave cocui en no menos del 80% y un nivel alcohólico de 50 grados por volumen.

## Taxonomía
Agave cocui fue descrito por William Trelease  y publicado en Memoirs of the National Academy of Sciences 11: 19, t. 5–7. 1913.
Etimología
Agave: nombre genérico que fue dado a conocer científicamente en 1753 por el naturalista sueco Carlos Linneo, quien lo tomó del griego Agavos. En la mitología griega, Ágave era una ménade hija de Cadmo, rey de Tebas que, al frente de una muchedumbre de bacantes, asesinó a su hijo Penteo, sucesor de Cadmo en el trono. La palabra agave alude, pues, a algo admirable o noble.
cocui: epíteto latino que significa "de color verde oscuro".
Sinonimia
- Agave cocui var. cucutensis Hummel
- Agave cocui var. laguayrensis Hummel	[4][5]